# Грос-Тецлебен
Грос-Тецлебен (нім. Groß Teetzleben) — громада в Німеччині, розташована в землі Мекленбург-Передня Померанія. Входить до складу району Мекленбургіше-Зенплатте. Складова частина об'єднання громад Трептовер-Толлензевінкель.
Площа — 21,67 км2. Населення становить 683 ос. (станом на 31 грудня 2020).